# Petrinja (Kostajnica)
Pour les articles homonymes, voir Petrinja (homonymie).
Petrinja (en serbe cyrillique : Петриња) est un village de Bosnie-Herzégovine. Il est situé dans la municipalité de Kostajnica et dans la république serbe de Bosnie. Selon les premiers résultats du recensement bosnien de 2013, il compte 509 habitants.

## Démographie

### Évolution historique de la population dans la localité
| 1948 | 1953 | 1961 | 1971 | 1981 | 1991 | 2013 |
| ---- | ---- | ---- | ---- | ---- | ---- | ---- |
| 679  | 653  | 670  | 678  | 634  | 581, | 509  |

|  |